# Zenobie Vangansbeke
Zenobie Vangansbeke (4 november 1992) is een Belgische voormalige atlete, die gespecialiseerd was in de middellange afstand en het veldlopen. Zij behaalde twee Belgische titels.

## Loopbaan
Vangansbeke behaalde bij de jeugd verschillende Belgische titels in het veldlopen en op de middellange afstand. Ze nam driemaal deel aan de Europese kampioenschappen veldlopen U20. In 2010 werd ze zesde en in 2011 zelfs vijfde. In 2011 nam ze ook deel aan de wereldkampioenschappen veldlopen U20. In 2010 nam ze op de 1500 m deel aan de wereldkampioenschappen U20. Ze werd uitgeschakeld in de series. Het jaar nadien werd ze op de Europese kampioenschappen U20 op dezelfde afstand vijfde.
In 2012 en 2013 nam Vangansbeke deel aan de Europese kampioenschappen veldlopen U23 met een twintigste plaats als beste resultaat. Ook op de 1500 m nam ze deel aan de Europese kampioenschappen U23. Ze werd uitgeschakeld in de series. 
In 2015 en 2017 werd Vangansbeke Belgisch kampioene veldlopen op de korte cross. Eind 2020 besloot ze te stoppen met topsport.
Vangansbeke was aangesloten bij AA Gent en stapte over naar AC Meetjesland. Sinds 2017 werd ze gecoacht door Tine Bex.

## Belgische kampioenschappen
| Onderdeel               | Jaar       |
| ----------------------- | ---------- |
| veldlopen (korte cross) | 2015, 2017 |

## Persoonlijke records
Outdoor
| Onderdeel | Prestatie | Datum            | Plaats   |
| --------- | --------- | ---------------- | -------- |
| 800 m     | 2.04,57   | 6 juli 2013      | Oordegem |
| 1500 m    | 4.14,06   | 24 augustus 2013 | Merksem  |

## Palmares

### 1500 m
- 2009: 7e EJOF  in Tampere – 4.28,19
- 2010: 7e in series WK U20 te Moncton – 4.21,83
- 2011: 5e EK U20 te Tallinn – 4.24,21
- 2013: 11e in series EK U23 te Tampere – 4.27,41
- 2019:  BK AC - 4.24,71
- 2020:  BK indoor AC - 4.32,76

### veldlopen
- 2009: 18e EK U20 te Dublin
- 2010: 6e EK U20 te Albufeira
- 2011: 53e WK U20 te Punta Umbria
- 2011: 5e EK U20 te Velenje
- 2012: 20e EK U23 te Boedapest
- 2013: DNF EK U23 te Belgrado
- 2015:  BK AC korte cross te Wachtebeke
- 2017:  BK AC korte cross te Wachtebeke